# Cleora lima
Cleora lima är en fjärilsart som beskrevs av Fletcher 1967. Cleora lima ingår i släktet Cleora och familjen mätare. Inga underarter finns listade i Catalogue of Life.